# Rabouillet
Rabouillet (occitansk: Rebolhet, catalansk: Rebollet) er en by og kommune i departementet Pyrénées-Orientales i Sydfrankrig.

## Geografi
Rabouillet ligger i Fenouillèdes 54 km vest for Perpignan. Nærmeste by er mod øst Sournia (7 km).

## Demografi

### Udvikling i folketal
| 1962                                                              | 1968 | 1975 | 1982 | 1990 | 1999 | 2007 | 2013 | 2017 |
| ----------------------------------------------------------------- | ---- | ---- | ---- | ---- | ---- | ---- | ---- | ---- |
| 175                                                               | 139  | 127  | 106  | 101  | 85   | 107  | 113  | 103  |
| Tal fra og med 1962 er uden dobbelttælling (sans doubles comptes) |      |      |      |      |      |      |      |      |